# Gare de Pezou
La gare de Pezou est une gare ferroviaire française de la ligne de Brétigny à La Membrolle-sur-Choisille, située sur le territoire de la commune de Pezou, dans le département de Loir-et-Cher, en région Centre-Val de Loire.
Elle est mise en service en 1865 par la Compagnie du chemin de fer de Paris à Orléans (PO). C'est une halte de la Société nationale des chemins de fer français (SNCF) desservie par des trains TER Centre-Val de Loire.

## Situation ferroviaire
Établie à 91 mètres d'altitude, la gare de Pezou est située au point kilométrique (PK) 165,506 de la ligne de Brétigny à La Membrolle-sur-Choisille, entre les gares de Fréteval - Morée et de Vendôme.

## Histoire
La « station de Pezou » est mise en service le 28 décembre 1865 par la Compagnie du chemin de fer de Paris à Orléans (PO), lorsqu'elle ouvre à l'exploitation la première section, de Brétigny à Vendôme, de sa ligne de Paris à Tours par Châteaudun et Vendôme.

## Service des voyageurs

### Accueil
Halte ferroviaire SNCF, c'est un point d'arrêt non géré (PANG).

### Dessertes
Pezou est desservie par des trains du réseau  TER Centre-Val de Loire sur les relations Paris-Austerlitz, ou  Châteaudun, Tours.

### Intermodalité
Un parc pour les vélos et un parking pour les véhicules y sont aménagés.
Des bus desservent la gare.